# نيك تومسون
نيك تومسون (بالإنجليزية: Nick Thompson)‏ (8 مايو 1988 بآكرون في الولايات المتحدة - ) هو لاعب كرة قدم أمريكي في مركز الوسط. لعب مع نادي شمال كارولاينا وCleveland Internationals ‏.

## وصلات خارجية
- نيك تومسون على موقع قاعدة بيانات كرة القدم.إي يو (الإنجليزية)